# Dougou (sockenhuvudort i Kina, Jiangsu Sheng, lat 34,28, long 119,12)
Dougou är en sockenhuvudort i Kina. Den ligger i provinsen Jiangsu, i den östra delen av landet, omkring 250 kilometer norr om provinshuvudstaden Nanjing. Antalet invånare är 42 782. Befolkningen består av 20 799 kvinnor och 21 983 män. Barn under 15 år utgör 23,0 %, vuxna 15-64 år 65 %, och äldre över 65 år 11,0 %.
Runt Dougou är det tätbefolkat, med 735 invånare per kvadratkilometer. Dougou är det största samhället i trakten. Trakten runt Dougou består till största delen av jordbruksmark.
Genomsnittlig årsnederbörd är 1 072 millimeter. Den regnigaste månaden är juli, med i genomsnitt 287 mm nederbörd, och den torraste är januari, med 12 mm nederbörd.